# Tomaten für die Freiheit
Tomaten für die Freiheit ist eine irische Filmkomödie aus dem Jahr 1986 unter der Regie von Peter Ormrod. Der Titel stammt aus dem Gedicht The Love Song of J. Alfred Prufrock von T. S. Eliot. Das Drehbuch schrieb Peter Ormrod zusammen mit John Kelleher.

## Handlung
Nachdem ein japanisches Computerunternehmen in der irischen Grenzstadt geschlossen hat, beginnen Vinnie und Arthur, ihrer kollektiven Fantasie freien Lauf zu lassen. Sie sind bereits Motorradfahrer und leben inmitten einer Art „riesigem Industriesumpf“, dessen Leere die Fantasie anregt. Sie entwickeln die Idee einer Steilwand. Oder besser gesagt, es entwickelt sich von selbst, denn der Rennstreckenplan hat bald ein Eigenleben entwickelt. Die Finanzierung ihres Plans führt Vinnie und Arthur dazu, verschiedene Waren über die nordirische Grenze zu schmuggeln. Es führt auch dazu, dass Vinnie beinahe das Haus in die Luft jagt, das er mit einer verständlicherweise verärgerten Frau und Tochter bewohnt.

## Produktion
Tomaten für die Freiheit basiert auf einer wahren Geschichte. Ormrod, der früher beim Fernsehen arbeitete, traf die Schwager Connie Kiernan und Michael Donoghue aus Granard, Grafschaft Longford, die einen Steilwand in Kiernans eigenen Hinterhof verwirklicht hatten und sich von dem Elvis-Presley-Film König der heißen Rhythmen inspirieren ließ.

### Dreharbeiten
Der Film wurde im Moor von Allen, Grafschaft Kildare, und in den Grafschaften Dublin, Meath und Wicklow, Irland, gedreht. Der Drehort in Dublin befand sich in Newcastle, Grafschaft Dublin. Die Motorradstunts wurden von Fahrern von Messhams Wall Of Death ausgeführt.

## Soundtrack
Die Musik stammt von Dónal Lunny und basiert auf dem gemeinsam mit Paul Brady geschriebenen Song „Eat The Peach“ aus seinem Soloalbum Primitive Dance. Paul Brady singt den Song im Abspann. Auf dem Soundtrack sind während des gesamten Films Uilleann Pipes zu hören.